# Hluboká (Dešná)
Hluboká (německy Tiefenbach) je malá vesnice, část obce Dešná v okrese Jindřichův Hradec v Jihočeském kraji. Nachází se asi 3,5 kilometru jižně od Dešné. Prochází zde silnice II/410. Obec leží 11,5 kilometru jižně od Jemnice na hranici s Rakouskem. Do roku 1846 nesla obec německý název Tiefenbach, český název Hluboká vznikl z německého překladu. Hluboká leží v katastrálním území Hluboká u Dačic o rozloze 4,99 km².

## Historie
Hluboká se poprvé připomíná v roce 1312, kdy se dostala jako dar Izoldy, manželky Matěje z Fulštejna, ke klášteru cisterciaček v Oslavanech. Hlavním zaměstnáním zdejšího obyvatelstva bylo hlavně zemědělství. Obecní pečeť je doložena ze sedmdesátých let 18. století. V pečetním poli je zobrazena vodní hladina a uprostřed květina.
Ve vsi působí malé muzeum Život u železné opony otevřené v roce 2012.

## Obyvatelstvo
| Rok            | 1869 | 1880 | 1890 | 1900 | 1910 | 1921 | 1930 | 1950 | 1961 | 1970 | 1980 | 1991 | 2001 | 2011 | 2021 |
| -------------- | ---- | ---- | ---- | ---- | ---- | ---- | ---- | ---- | ---- | ---- | ---- | ---- | ---- | ---- | ---- |
| Počet obyvatel | 177  | 151  | 134  | 133  | 127  | 138  | 146  | 102  | 152  | 117  | 98   | 61   | 50   | 36   | 28   |
| Počet domů     | 27   | 27   | 28   | 28   | 28   | 28   | 27   | 25   | 20   | 18   | 21   | 14   | 14   | 16   | 16   |

## Obecní správa
Při sčítání lidu v letech 1850–1974 Hluboká byla samostatnou obcí, se kterým patřila nejprve do okresu Dačice, ale v letech 1900–1930 v okrese Moravské Budějovice a v roce 1950 opět v okrese Dačice a od roku 1960 v okrese Jindřichův Hradec. Od 1. července 1974 do 29. dubna 1976 byla částí obce Rancířov v okrese Jindřichův Hradec. Od 30. dubna 1976 je částí obce Dešná v okrese Jindřichův Hradec.

## Doprava
Na turistické stezce Hluboká–Schaditz je pro přechod státní hranice s Rakouskem určené místo. V době po plném zapojení České republiky do schengenského prostoru zde vzniklo přeshraniční propojení Hluboká–Schaditz.